# TURNING BACK
『TURNING BACK』（ターニングバック）は、2023年10月7日（6日深夜）から2024年12月28日（27日深夜）までJ-WAVEで放送されていたラジオ番組。

## 概要
Novel Core がナビゲーターを務めていた金曜深夜のトーク番組で、毎週土曜 1:30 - 2:00 = 金曜 25:30 - 26:00（日本標準時）に放送。
番組は、時代を象徴する（と番組側が考える）人物を様々な分野からゲストに迎え、彼らの人生のターニングポイントになったものを聞き出していた。